# Elétrico de Saragoça
O Elétrico de Saragoça (ou bonde) é uma linha operativa de transporte público urbano coletivo, na cidade de Saragoça, na Espanha. Consiste de una linha de elétrico, a linha 1, com um eixo norte-sudoeste que conecta o norte de Actur com a zona de Valdespartera.
A segunda fase da linha foi inaugurada em 26 de março de 2013.